# مشاعات عامة

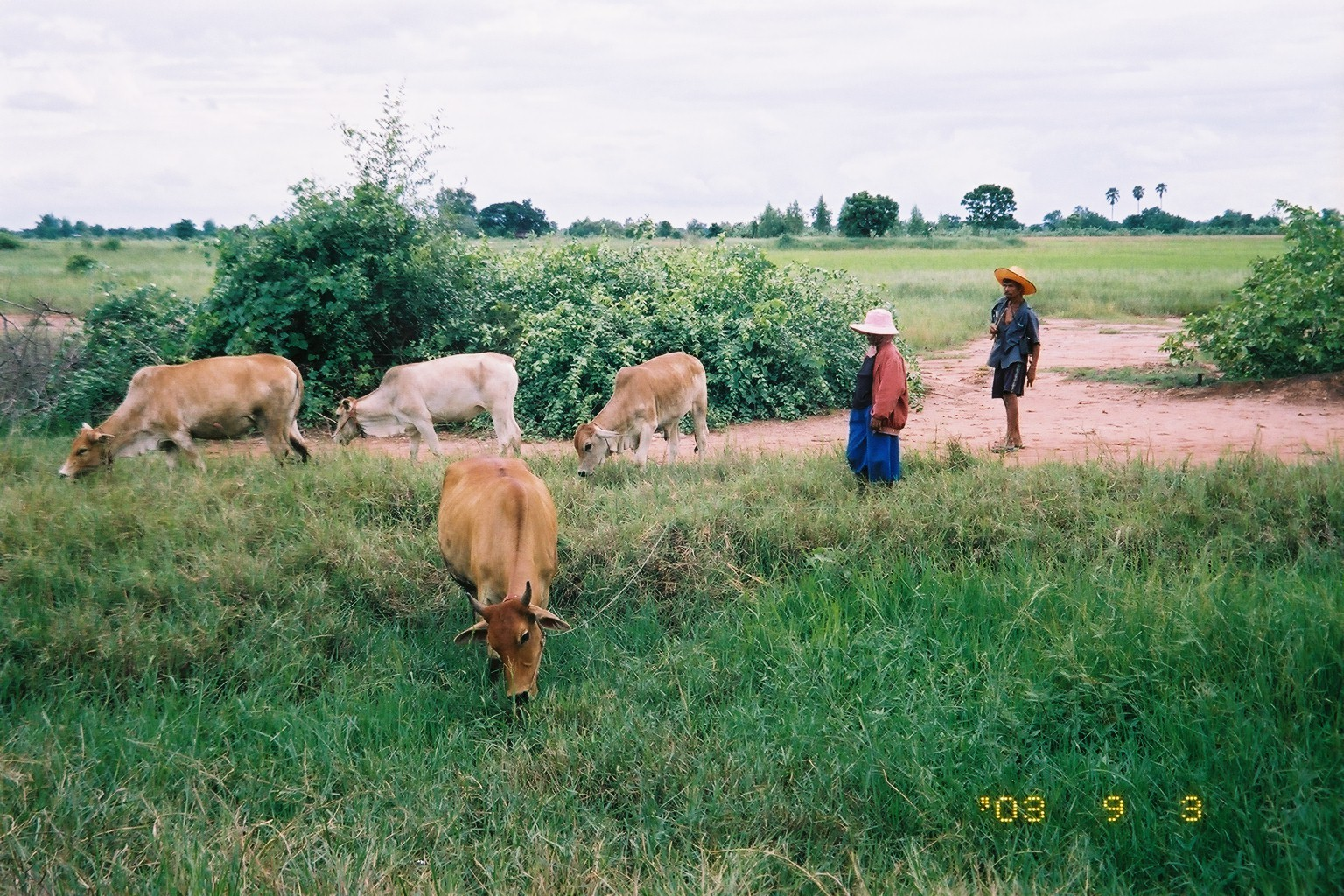

المشاعات العامة هي الموارد الثقافية والطبيعية المتاحة لجميع أعضاء المجتمع وتشمل الموارد الطبيعية مثل الهواء والماء والأراضي الصالحة للسكن. تعتبر هذه الموارد مشتركة وغير مملوكة ملكية خاصة لأي شخص. يمكن تعريفها أيضًا على أنها موارد طبيعية يديرها مجموعة من الناس (المجتمعات) من أجل تحقيق المنفعة الفردية والجماعية. يضم ذلك مجموعة متنوعة من القواعد والقيم غير الرسمية (الممارسات الاجتماعية) المستخدمة في طريقة إدارة الموارد. يمكن تعريف المشاعات العامّة أيضًا على أنها ممارسة اجتماعية لإدارة مورد من قبل مجتمع المستخدمين الذي يَحكمُ الموارد ذاتيًا من خلال المؤسسات التي يُنشِئُها وليس من قبل الدولة أو السوق.

## تعريف المصطلح واستخدامه الحديث
تعرف مكتبة العموم الرقمية مصطلح (المشاعات العامة) على أنها: «مصطلح عام للموارد المشتركة حيث يملك كلُّ ذي مصلحةٍ حصةً متساوية».

## أنواع المشاعات العامة

### الموارد البيئية
توضح الأمثلة التالية أنواع المشاعات البيئية.

#### استخدام الأراضي في أوروبا
كانت المشاعات في بريطانيا خلال العصور الوسطى جزءًا لا يتجزأ من الإقطاعية، وبالتالي كانت جزءًا من الأراضي التي يملكها الإقطاعي، ورغم ذلك تمتعت فئات معينة من العاملين في هذه الأراضي وغيرهم ببعض الحقوق. وبالتالي تم إطلاق مصطلح (المشاعات) على الموارد الأخرى التي يملك المجتمع حقوقًا أو استثمارًا فيها. استخدمت النصوص القديمة كلمة مشاعات للدلالة على أي حق من هذه الحقوق، ولكن يشير الاستخدام الجديد للكلمة إلى حقوق خاصة في المشاعات، ويشير مصطلح (مشاع) للأرض التي تسري عليها هذه الحقوق.
تم الاحتفاظ ببعض المشاعات في بلدان وسط أوروبا (مثل الزراعة الصغيرة نسبيًا في جنوب ألمانيا والنمسا وبلدان جبال الألب) حتى وقتنا الحاضر. قارنت بعض الدراسات بين طريقتي التعامل الألمانية والإنكليزية مع المشاعات بين العصور الوسطى المتأخرة والإصلاحات الزراعية في القرنين الثامن عشر والتاسع عشر. تعاملت المملكة المتحدة بطريقة راديكالية في التخلص من المشاعات السابقة، في حين امتلكَ جنوب غرب ألمانيا (ودول جبال الألب مثل سويسرا) هياكل أكثر تقدمًا لتنظيم المشاعات وكانت تميل أكثر للاحتفاظ بها. تبنت مناطق الراين المنخفضة موقفًا وسيطًا. ورغم ذلك تمتلك المملكة المتحدة حتى اليوم كمية كبيرة من الأراضي المَلَكيّة التي تُستخدم غالبًا حسب حاجة المجتمع أو تتم المحافظة عليها.

#### أراضي الرعي في منغوليا
استنادًا إلى مشروع بحثي أجرته منظمة الحفاظ على البيئة والثقافة في آسيا الوسطى (ECCIA) خلال عامي 1992 إلى 1995 استُخدمت فيه صور الأقمار الصناعية لمقارنة مدى تدهور الأراضي بسبب رعي الماشية في مناطق منغوليا وروسيا والصين. سُمح للرعاة في منغوليا بالتحرك بشكل جماعي بين الأراضي الموسمية للرعي فبقي التدهور منخفضًا نسبياً عند نحو 9٪. وبالمقارنة فإن روسيا والصين اللتين سمحتا باستخدام مراعي الدولة وسمحت في بعض الحالات بتخصيصها من قبل السكان تدهورت أراضيها لدرجة كبيرة بنسبة نحو 75٪ في روسيا و 33٪ في الصين. أثبت الجهد التعاوني الذي أجراه المنغوليين كفاءة أكبر في الحفاظ على أراضي الرعي.

#### صيد سمك سرطان البحر في ولاية مين
غالبًا ما يُعزى نجاح تجارة صيد سرطان البحر في ولاية مين إلى رغبة صيادي سرطان البحر في الالتزام بقواعد المحافظة على سرطان البحر ودعمها. تشمل هذه القواعد مناطق المرفأ غير المعترف بها من قبل الولاية وحدود الصيد غير الرسمية والقوانين التي تفرضها ولاية مين. يتعاون صيادو سرطان البحر للحفاظ على مواردهم المشتركة دون تدخل الحكومة بشكل أساسي.

#### غابات المجتمع المحلي في نيبال
قررت نيبال إضفاء اللامركزية على سيطرة الحكومة على الغابات في أواخر الثمانينات من القرن الماضي. تعمل برامج (غابات المجتمع) على منح المناطق المحلية حصة مالية في الغابات القريبة وبالتالي تزيد الحافز لحمايتها من الاستخدام المفرط. تنظم المؤسسات المحلية قطع وبيع الأخشاب والأراضي ويجب عليها استخدام الأرباح من أجل تنمية المجتمعات المحلية والحفاظ على الغابات. لاحظ السكان المحليون زيادة واضحة في عدد الأشجار خلال عشرين عامًا. قد تساهم برامج منح الغابات للمجتمع أيضًا في تنمية المجتمع في المناطق الريفية، على سبيل المثال: بناء المدارس والري وإنشاء قنوات مياه الشرب وبناء الطرق. أثبتت هذه البرامج أنها تؤدي إلى الممارسات الديمقراطية على مستوى القواعد الشعبية.

#### أنظمة الري في ولاية نيو مكسيكو
تمثل قناة مياه الري طريقة لتوزيع المسؤولية وتحقيق الإدارة المشتركة لأنظمة الري في المناطق الصحراوية. تشرف منظمة تديرها المجتمعات المحلية في ولاية نيومكسيكو على تحويل وتوزيع واستخدام وإعادة تدوير المياه من أجل تعزيز التقاليد الزراعية والحفاظ على المياه كمورد مشترك للأجيال القادمة.

### المشاعات الثقافية والفكرية
تشمل المشاعات في عصرنا الحالي المجال الثقافي أيضًا. وتنطوي هذه المشاعات على الأدب والموسيقى والفنون والتصميم والأفلام والفيديو والتلفزيون والراديو والمعلومات والبرمجيات ومواقع التراث. يعتبر موقع ويكيبيديا مثالًا على الإنتاج والاهتمام بالمصلحة العامة من قبل مجتمع مساهم بشكل من أشكال المعرفة الموسوعية التي يمكن الوصول إليها بحرية من قبل أي شخص بدون سلطة مركزية.
يتم تجنب مأساة المشاعات في مشاعات ويكيبيديا من خلال تفعيل سيطرة المجتمع عن طريق مؤلفين مستقلين في مجتمع ويكيبيديا.
قد تساعد معلومات المشاعات على حماية المستخدمين. حيث تطرح الشركات التي تلوث البيئة معلومات حول ما تقوم به. ويساعد مشروع معلومات المواد السامة الذي تطرحه الشركات وبعض المعلومات مثل (السموم 100) وهي قائمة بأكثر 100 شركة ملوثة الناس على معرفة ما تفعله هذه الشركات بالبيئة.

### المشاعات الرقمية
اقترح الباحث مايو فوستر موريل تعريفًا للمشاعات الرقمية بأنها: «مصادر المعلومات والمعرفة التي يتم إنشاؤها بشكل جماعي والمملوكة أو المشاركة بين مجتمع ما بحيث تميل إلى أن تكون غير حصرية لأحد، أي تكون متاحة بشكل عام وبحرية لعامة الناس. وبالتالي فهي موجهة للاستخدام المفيد بشكل دائم بدلًا من تبادلها كسلعة، ويمكن لمجموعة الأشخاص الذين ينشئونها التدخل في إدارة عمليات التفاعل والمصادر.
من الأمثلة على المشاعات الرقمية موقع ويكيبيديا والبرمجيات الحرة ومشاريع العتاد مفتوح المصدر.

### المشاعات الحضرية (في المدن)
تقدم المشاعات الحضرية الفرصة للمواطنين في الحصول على سلطة إدارة الموارد الحضرية وإعادة صياغة تكاليف حياة المدينة على أساس قيم استخدامها وصيانتها الحقيقة بدلًا من القيمة المدفوعة حسب اعتبارات السوق.
تعتبر المناطق الحضرية المواطنين المشغلين الرئيسيين بدلًا من السلطات العامة والأسواق الخاصة. حدد ديفيد هارفي في عام 2012 الفروق بين الأماكن العامة والمشاعات الحضرية. تُعتبر الأماكن العامة في المدينة مشاعات عندما يتخذ جزء من المواطنين إجراءات سياسية فيها. كانت ساحة سينتاجما في أثينا وميدان التحرير في القاهرة وبلازا دي كاتالونيا في برشلونة من الأماكن العامة التي تحولت إلى مشاعات حضرية حيث أقام الناس احتجاجاتهم فيها لدعم مطالبهم السياسية. تعتبر الشوارع أماكن عامة وغالبًا ما تصبح مشاعات حضرية بفعل العمل الاجتماعي والاحتجاجات الثورية. تعمل المشاعات الحضرية في المدن بطريقة تكاملية مع الدولة والأسواق. ومن الأمثلة على ذلك الحدائق العامة والمزارع على أسطح المنازل والمراكز الثقافية. ظهرت مؤخرًا دراسات حول المشاعات والبنى التحتية في ظل ظروف الأزمة المالية.

### المشاعات المعرفية
نجحت إلينور أوستروم مع زميلتها شارلوت هيس في عام 2007 في توسيع نطاق مصطلح المشاعات ليشمل المعرفة، واعتبار المعرفة نظام معقد يعمل كمصدر مشاع. كان التركيز هنا على إتاحة أشكال المعرفة الرقمية والإمكانيات المرتبطة بها لتخزينها والوصول إليها ومشاركتها كمشاعات عامة. يمكن الربط بين المعرفة والمشاعات من خلال تحديد المشاكل النموذجية مثل الازدحام والاستخدام الزائد والتلوث وعدم المساواة.
يتم تطبيق مصطلح المشاعات على الممارسة الاجتماعية بمجال المعرفة. ويستمر العمل الحالي في هذا السياق، وتتم مناقشة إنشاء مراجع للمعرفة من خلال التبرعات المنظمة والتطوعية للطلاب (يُعتبر مجتمع البحث العلمي مجتمع مشاع بحد ذاته) ومناقشة المشاكل التي قد تواجهها هذه المعرفة (مثل: اختفاء المصادر)، وحماية مشاعات المعرفة من التقييد أو تحويلها لسلعة (مثل اشكال قوانين الملكية الفكرية وبراءات الاختراع والتراخيص). من المهم في هذه المرحلة ملاحظة طبيعة المعرفة وخصائصها المعقدة والمتعددة في عدم التنافس وعدم الإقصاء. فهي على عكس المشاعات الطبيعية التي تضم المنافسة والإقصاء (يمكن لشخص واحد فقط استخدام أي عنصر أو جزء في كل مرة، وبذلك يستهلكه بشكل كامل) والتي تتميز بالندرة (حيث يمكن تجديدها ولكن ضمن حدود ثابتة، ويمكن أن يتجاوز الاستهلاك الكمية الموجودة) تتميز المشاعات المعرفية بالوفرة (فهي غير خاضعة للتنافس وغير خاضعة للإقصاء، وبالتالي ليست نادرة من حيث المبدأ ولا تؤدي إلى المنافسة على إدارتها). وقد تم الاحتفاء بهذا الكم الهائل من مشاعات المعرفة من خلال نماذج بديلة لإنتاج المعرفة، مثل إنتاج المشاعات بالاعتماد على الأقران (CBPP) وتجسيدها في حركة البرمجيات الحرة. أظهر نموذج CBPP قوة التعاون الشبكي المفتوح والدوافع غير المادية لصنع منتجات ذات جودة أفضل (خاصة في مجال البرمجيات).

## النظريات الاقتصادية

### مأساة المشاعات
نشأت نظرية استنفاذ المشاعات التي تسمى الآن (مأساة المشاعات) في القرن الثامن عشر. طرح وليام فورستر لويد هذا المفهوم في عام 1833 من خلال مثال افتراضي عن رعاة يفرطون في استخدام قطعة أرض مشتركة يحق لهم ترك أبقارهم ترعى ضمنها، مما يلحق الضرر بجميع مستخدمي هذه الأرض المشتركة. وقد أطلق على نفس المفهوم اسم (مأساة الصيادين) عندما يسبب الإفراط في الصيد إلى انخفاض عدد الاسماك.

### المشاعات الناجحة
على الرغم من أن مفهوم مأساة المشاعات يشير إلى أنَّ جميع أراضي المشاعات محكوم عليها بالتدهور فإنها مهمة في العالم الحديث. وقد وجدت الدراسات الاقتصادية اللاحقة العديد من الأمثلة على إدارة المشاعات الناجحة، وفازت إلينور أوستروم بجائزة نوبل لتحليل الحالات التي تعمل فيها خطط المشاعات بنجاح. وجد أوستروم على سبيل المثال أنَّ مشاع رعي الماشية في جبال الألب السويسرية استُغِلَّ بنجاح لمئات من السنين من قبل المزارعين الموجودين هناك.
يتفق مفهوم (كوميديا المشاعات) مع ذلك، حيث يمكن لمستخدمي المشاعات تطوير آليات لمراقبة استخدامهم للحفاظ على حالة المشاعات وربما تحسينها. صاغ هذا المصطلح الباحث القانوني كارول روز في مقال له في عام 1986.

### أبرز أصحاب النظريات
- بيتر بارنز
- يوشاي بينكلر
- ديفيد بوليير
- ايان بول
- جورج كافنتزيس
- باري كومونر
- سيلفيا فيدريشتي
- هنري جورج
- غاريت هاردن
- مايكل هاردت
- ديفيد هارفي
- لويس هايدي
- لورانس ليسيج
- بيتر لاينباو
- كارل لين
- وليام فورستر لويد
- وليام موريس
- أنطونيو نيجري
- إلينور أوستروم
- راج باتيل
- جون بلات
- يواخيم رادكو
- كينيث ريكسروث
- جيرارد وينستانلي
- مايكل بوفينز
- فاسيليس كوستاكي

### الحركات التاريخية المتعلقة بأراضي المشاعات
- جماعة الحفارون
- تمرد كيت

### الحركات المعاصرة المتعلقة بالمشاعات
- حركة سكان مجوندولو في جنوب افريقيا
- مؤسسة الجبهة الإلكترونية
- زاباتيستا في المكسيك
- عائلة لافالاس في هايتي
- جيوليبرتارية بشكل اساسي في الولايات المتحدة الأمريكية
- حركة العمال المشردين في البرازيل
- الأرض لنا في المملكة المتحدة
- حركة العمال غير المالكين للأراضي في البرازيل
- حركة نحو العدالة في باريو في الولايات المتحدة الأمريكية
- حركة نارمادا باتشاو أندولان في الهند
- حركة استرجاع الأراضي في الولايات المتحدة الأمريكية